# Smileuma salediza
Smileuma salediza là một loài bướm đêm trong họ Geometridae.